# Kretek

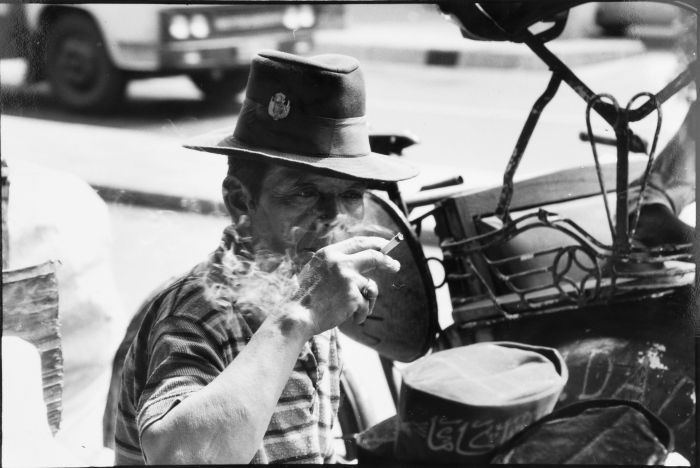
Un guidatore di becak mentre fuma una kretek a Yogyakarta, Indonesia.

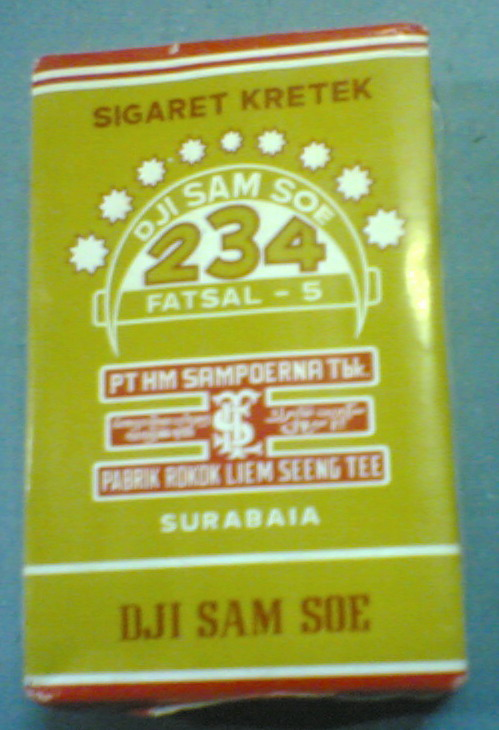
Un pacchetto di Dji Sam Soe 234, una famosa marca di kretek prodotta dalla Philip Morris International.

Le kretek sono un tipo di sigarette fatte con una mistura di tabacco, chiodi di garofano ed altri additivi. La parola "kretek" è un'onomatopea che deriva dal caratteristico crepitio che i chiodi di garofano fanno mentre bruciano.
Anche a causa della tassazione molto favorevole se paragonata a quella delle sigarette di tabacco classiche o "bianche", e quindi del loro basso costo, le kretek sono il tipo di sigaretta di gran lunga più diffuso in Indonesia, dove sono consumate da circa il 90% dei fumatori.
Nel paese sono presenti centinaia di produttori di kretek, che vanno dalle piccole manifatture locali alle grandi marche di proprietà internazionale. La maggior parte dei marchi di kretek conosciuti nel mondo è inoltre prodotta in Indonesia, tra questi le Dji Sam Soe 234 (di proprietà della Philip Morris International Inc.) e le sigarette della Bentoel, della Djarum e della Gudang Garam. 
La statunitense Nat Sherman, ditta produttrice di sigari fatti a mano e "sigarette di lusso", produce sigarette reclamizzate come "A Touch of Clove" ("Un tocco di chiodo di garofano") le quali tuttavia non sono vere e proprie kretek, poiché il sapore di chiodo di garofano è infuso in piccoli cristalli situati nel filtro e non deriva dalla spezia mischiata al tabacco.

## Storia

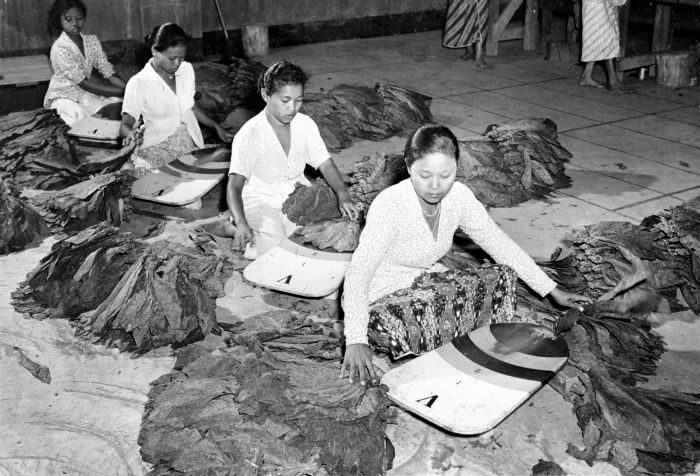
La separazione delle foglie di tabacco in una manifattura nell'isola di Giava. Il tabacco fu qui introdotto dagli olandesi durante il periodo coloniale.

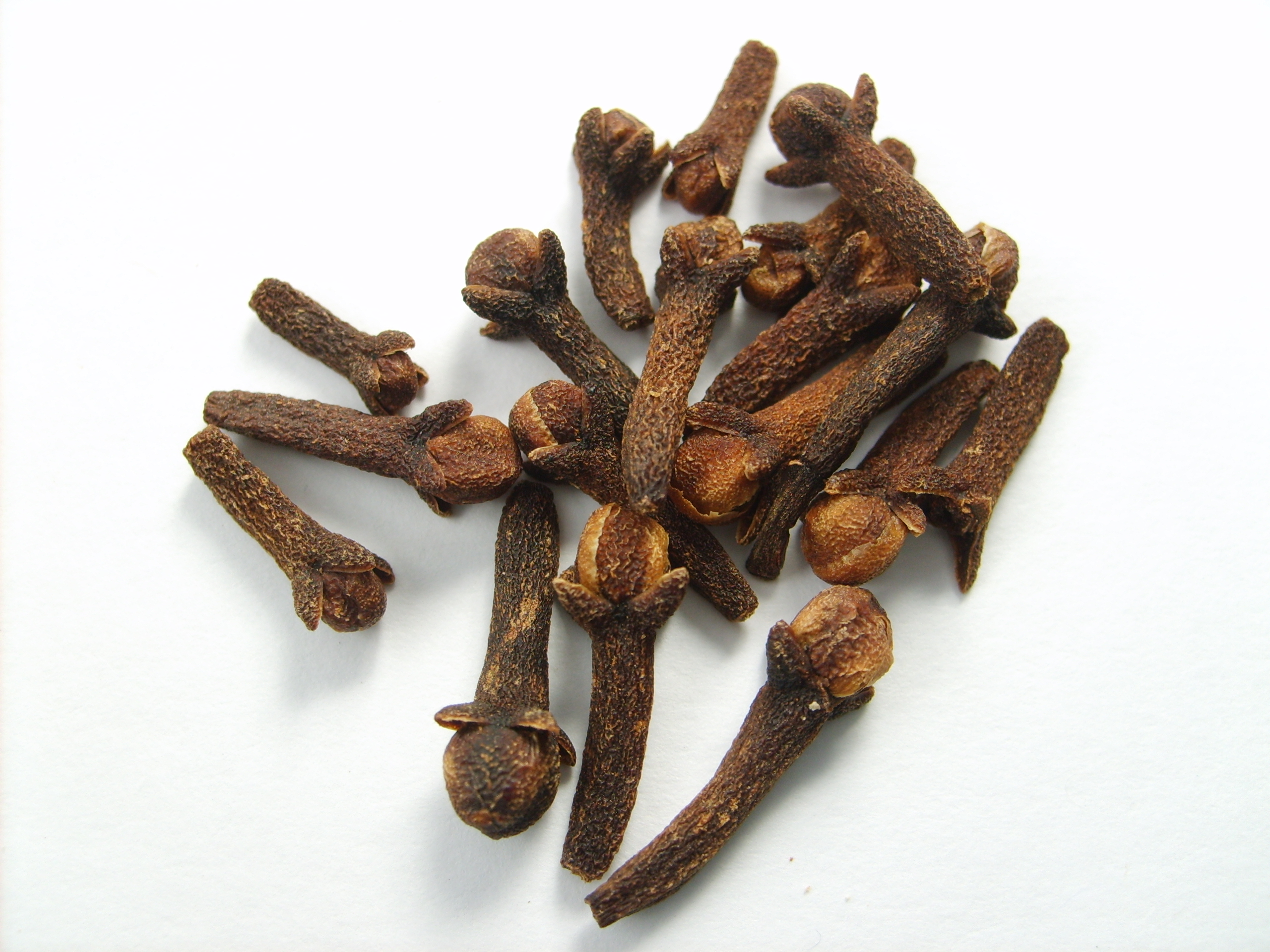
Chiodi di garofano.

L'origine delle kretek può essere fatta risalire alla fine del diciannovesimo secolo. Il loro creatore fu Haji Jamhari, nativo di Kudus, nella regione centrale dell'isola Giava, in Indonesia. Sofferente di dolori al petto, Jamhari provò ad alleviare tale dolore strofinandosi olio di chiodi di garofano sulla parte dolente e riuscì poi a raggiungere un maggiore sollievo quando iniziò a fumare delle sigarette arrotolate a mano alla cui mistura di tabacco aveva aggiunto chiodi di garofano (ossia i boccioli fiorali della syzygium aromaticum) e linfa di albero della gomma. Secondo quando riportato dalla storia tradizionale, l'asma e i dolori al petto di cui soffriva svanirono immediatamente. La notizia del prodotto messo a punto da Jamhari si sparse velocemente nei dintorni e in breve tempo il ritrovato fu disponibile nelle farmacie come rokok cengkeh, ossia sigarette di chiodi di garofano. Proprio a causa del fatto che all'inizio furono etichettate come prodotto medicinale, le kretek divennero presto largamente popolari.
In quegli anni, i produttori locali erano soliti arrotolare a mano le sigarette e venderle dietro ordine senza una particolare marca o confezione e senza limitazioni sui componenti usati nella produzione. Nitisemito, un abitante di Kudus, ebbe quindi l'idea di iniziare una vera e propria produzione industriale delle kretek e di commercializzarle con un marchio registrato. Differenziandosi così dagli altri produttori, Nitisemito, che nel 1906 creò il marchio Bal Tiga, godette di un grande successo, riuscendo anche a mettere in atto tecniche di marketing mai implementate prima come l'utilizzo di pacchetti decorati, anche se una produzione industriale vera e propria non iniziò fino agli anni trenta del ventesimo secolo.

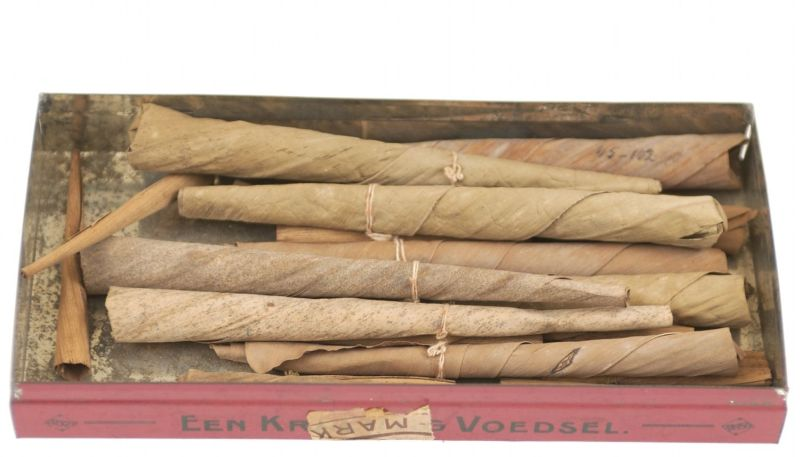
Sigarette kretek realizzate negli anni dieci, contenenti resina, noce moscata, cumino, chiodo di garofano e tabacco arrotolati in foglie di banano.

Nitisemito sviluppò inoltre un sistema di produzione volto a offrire opportunità di guadagno a imprenditori che non erano in possesso di capitali sufficienti a mettere in piedi una propria attività. In questo sistema, una persona si assumeva l'incarico di consegnare il prodotto finito alla compagnia, la quale pagava a cottimo e si occupava di fornire la materia prima necessaria a ognuno di questi piccoli produttori.
 Al giorno d'oggi questo sistema è utilizzato solo da pochi produttori di kretek poiché la maggior parte ha nel tempo optato per tenere i propri lavoratori sotto il proprio tetto poiché ciò garantirebbe il mantenimento di alti livelli di qualità.
Nel decennio 1960-1970, le kretek divennero un simbolo nazionale indonesiano di lotta contro le "sigarette bianche" e a metà degli anni 1980 si ebbe il sorpasso delle kretek prodotte industrialmente su quelle prodotte a mano. Essendo ancora oggi una delle più grandi fonti di reddito dell'Indonesia, l'industria delle kretek conta un totale di circa 500 produttori che impiegano all'incirca 10 milioni di persone.

## Struttura e componenti
Un importante ruolo nella produzione delle kretek è quello giocato dalla qualità e dalla varietà del tabacco utilizzato. Una sigaretta kretek può infatti arrivare a contenere fino a trenta diversi tipi di tabacco a cui sono poi aggiunti chiodi di garofano tritati in una quantità pari a circa un terzo del peso. A volte, l'ultimo processo a cui le kretek sono sottoposte durante la loro produzione è costituito dalla spruzzatura dell'estremità della sigaretta con un agente edulcorante. 

## Effetti sulla salute
I livelli di nicotina e monossido di carbonio rilevati nel plasma venoso di dieci fumatori sottoposti ad analisi dopo aver fumato una classica sigaretta kretek sono stati trovati simili ai livelli prodotti dal consumo di una sigaretta di tabacco classica.
Esperimenti condotti su ratti a cui sono state somministrate inalazioni equivalenti di sigarette di tabacco convenzionali e sigarette kretek hanno mostrato che, quantomeno sul breve periodo, gli effetti sulla salute delle due tipologie di prodotto erano gli stessi.
L'eugenolo contenuto nel fumo dei chiodi di garofano causa un intorpidimento della gola che può portare ad una diminuzione, nei consumatori, del riflesso faringeo, ciò ha portato i ricercatori a raccomandare cautela nell'utilizzo di tali prodotti a chi soffre in particolar modo di infezioni respiratorie. Anche in consumatori con i condotti respiratori in perfetta salute sono comunque stati rilevati casi di polmonite ab ingestis forse proprio a causa della diminuzione del suddetto riflesso faringeo.

## Commercio internazionale
Le kretek sono vendute in diversi paesi nel mondo tra cui Germania, Francia, Australia e Brasile e l'Indonesia risulta essere il più grande produttore al mondo arrivando ad esportare prodotti per un valore di circa 500 milioni di dollari americani all'anno.
Al fine di rispettare le norme europee sui livelli di nicotina e catrame massimi consentiti, le kretek commercializzate nei paesi UE sono vendute in un formato più sottile ed in pacchetti più piccoli. 
Un caso a parte è quello costituito dagli Stati Uniti d'America. Qui, dal 22 settembre 2009, grazie ad una clausola della legge chiamata Family Smoking Prevention and Tobacco Control Act secondo la quale è proibito l'utilizzo di aromatizzanti nelle sigarette, escluso il mentolo, la vendita e la distribuzione di sigarette di chiodi di garofano è divenuta illegale e le kretek comprate oltremare sono sottoposte a sequestro da parte della United States Customs and Border Protection. L'unica eccezione a questa regola riguarda sigarette ricevute come regali attraverso lo United States Postal Service e comunque anche in questo caso le spedizioni devono rispettare particolari linee guida.

La Kretek International Inc., importatrice del marchio Djarum negli USA, ha comunque continuato a vendere prodotti a base di tabacco e chiodi di garofano sotto forma di cigarillo, un formato sottoposto a restrizioni decisamente più deboli rispetto alle sigarette. 
Il 12 aprile 2010 l'Indonesia avanzò un reclamo formale all'Organizzazione mondiale del commercio affermando che il bando della vendita delle kreteks negli Stati Uniti d'America costituisse una discriminazione poiché le sigarette al mentolo erano state escluse dalla nuova regolamentazione. L'Indonesia chiese al consiglio della OMC di rilevare le violazioni degli Stati Uniti d'America a diversi accorsi sul commercio, inclusi il General Agreement on Tariffs and Trade (GATT), il Technical Barriers to Trade (TBT) e il Sanitary and Phytosanitary (SPS) Agreement. Importanza particolare era quella del TBT Agreement in cui le sigarette al mentolo e quelle di chiodi di garofano venivano definite come "prodotti simili". Le accuse di discriminazione elevate dall'Indonesia risultarono inoltre fondate quando si fece notare che il 99% delle kretek era importato da paesi esterni agli USA (principalmente l'Indonesia), mentre le sigarette al mentolo erano prodotte nelle quasi totalità da aziende statunitensi. Il 4 aprile 2012 la OMC sentenziò accettando la protesta dell'Indonesia sebbene a tutt'oggi non sia ancora chiaro come questo influirà sulla legge statunitense.